# Peña Sobia

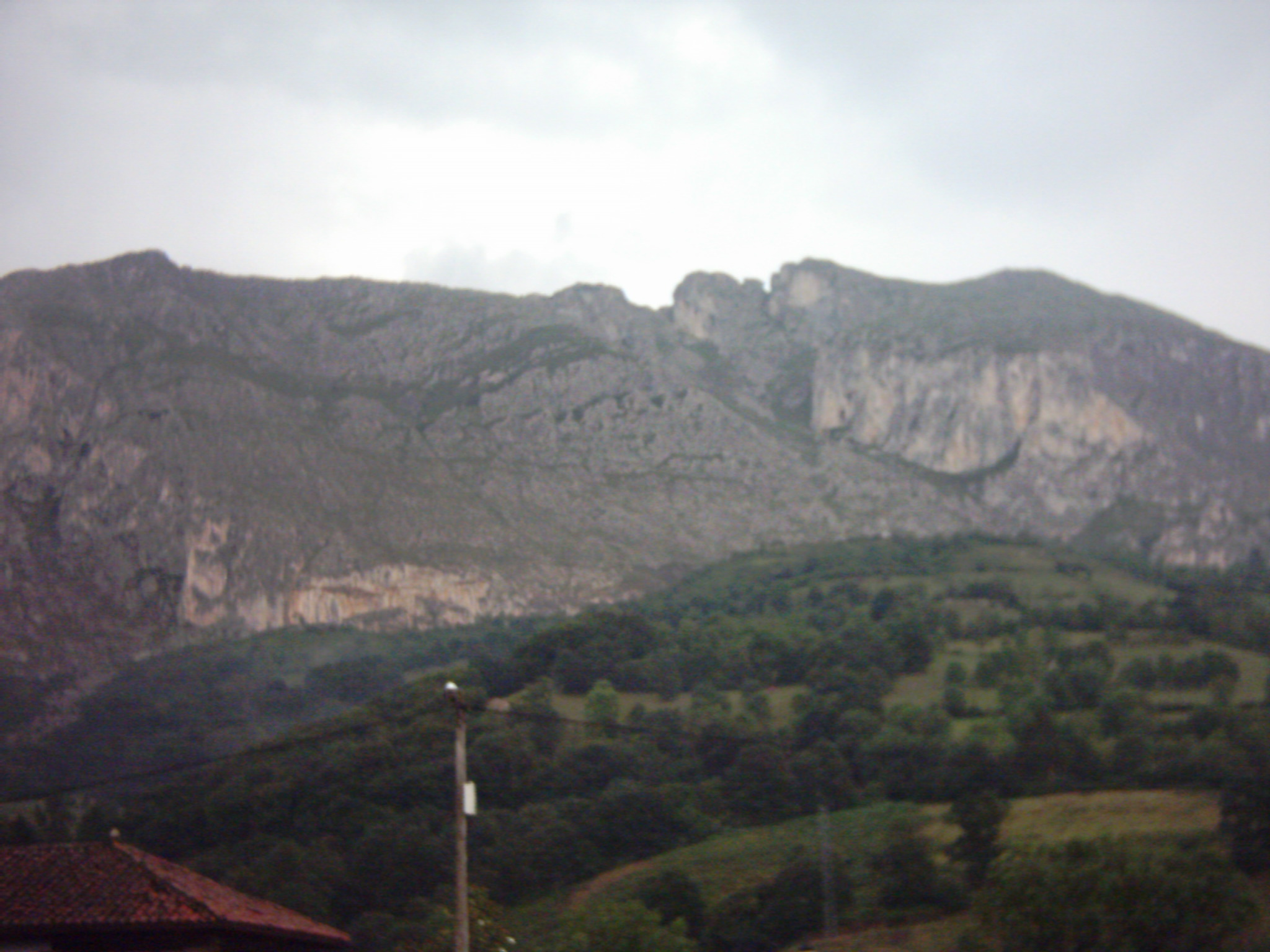
Peña Sobia.

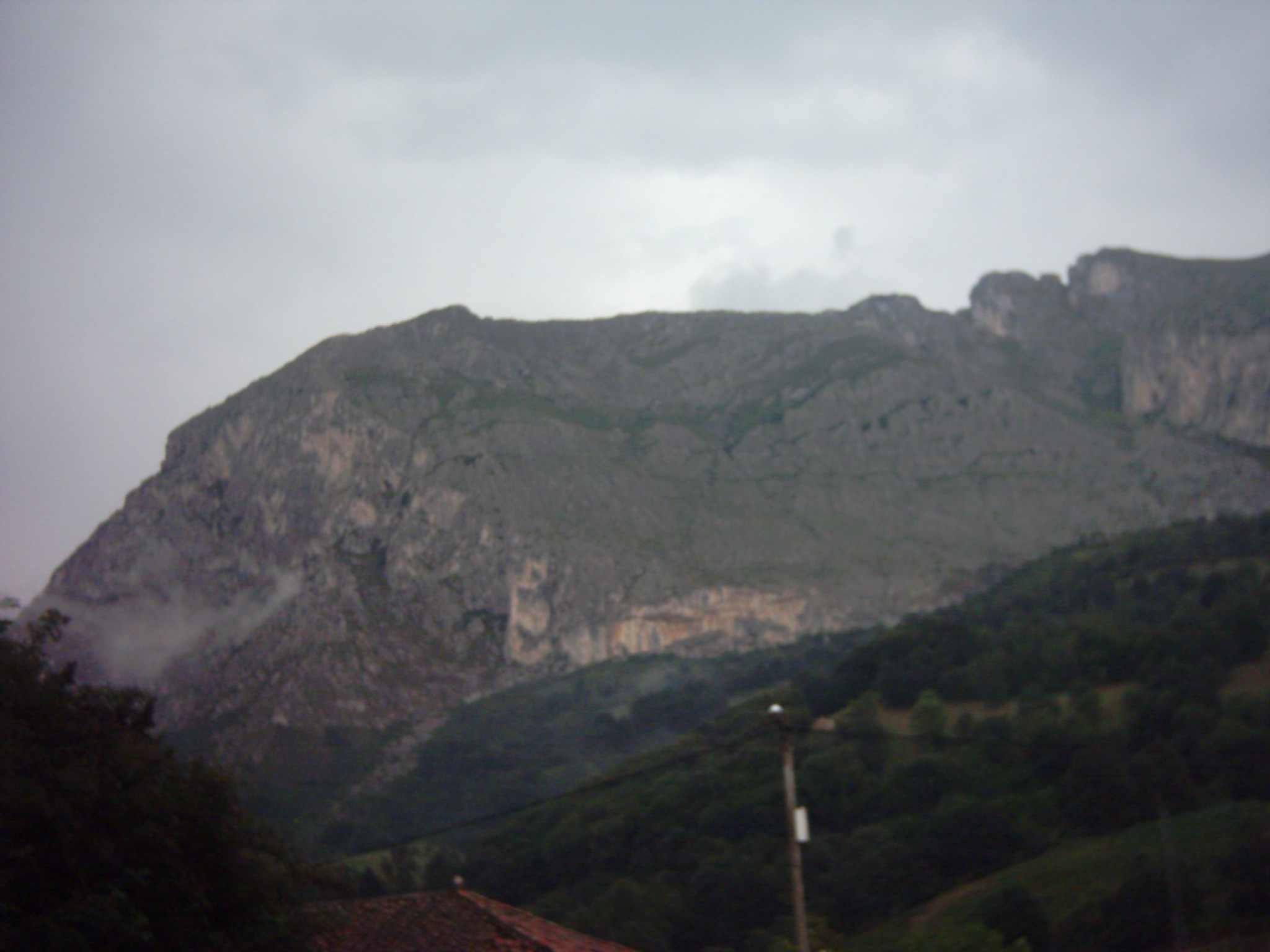
Peña Sobia.

Peña Sobia es un macizo rocoso que separa los concejos de Teverga y Quirós, en el Principado de Asturias (España).
Tiene una extensión de más de 8 kilómetros y mantiene una altura media superior a los 1500 metros, llegando en las zonas más altas a los 1700 metros. Esta altura y el color gris claro de las calizas que la forman otorgan a la Peña Sobia una posición destacada en el relieve. 
Estas calizas corresponden a la caliza de montaña y a la caliza de San Emiliano del Carbonífero superior. Tienen una disposición noroeste-sureste. En la ladera oeste, la correspondiente a Teverga, en el Valle de Valdesampedro dan lugar al Desfiladero de Estrechura. En esta zona más meridional la Peña Sobia alberga formaciones cársticas como Cueva Huerta, con 14 kilómetros de galerías y salas.
Sobre estas calizas se dibujaron los abrigos rupestres de Fresnedo (abrigo del Ganado, abrigo del Paso, abrigo de Cochantoria y abrigo de Trechacueva) correspondientes a la Edad de Bronce.
- Datos: Q6073901